# Буи, Эвелин
Эвелин Буи (Évelyne Bouix; род. 22 апреля 1953) — французская актриса.

## Биография
Родилась в 1953 году в городе Шарантон-ле-Пон, выросла в Йерре. Во время учёбы в лицее один из учителей заметил в ней актёрский талант и привёз её в Париж, где она в 16 лет дебютировала в театре «Комеди Франсез» под руководством Пьера Дюка.
В 1974—1976 годах изучала актёрское мастерство в театральной школе.
Играла на сценах небольших парижских театров, последовали многочисленные второстепенные роли в кино-и телевизионных постановках.
В начале 1980  - х годов она стала спутницей жизни режиссера Клода Лелуша, исполнила главные роли в нескольких его фильмах, в 1983 году от их союза родилась дочь — будущая актриса Саломе Лелуш, но в 1985 году пара распалась.
С 1986 года стала  фактической женой актёра Пьера Ардити, они официально поженились спустя почти 25 лет, в 2010 году.
Со второй половины 1990-х годов в кинокарьере актрисы образовалась пауза до 2003 года, и в дальнейшем в основном снималась в сериалах.
В 1999 году награждена французским орденом «За заслуги» кавалерской степени.

## Фильмография
С 1976 года снялась более чем в 60-ти фильмах, некоторые из них:
- 1981 — Одни и другие — Эвелин / Эдит (дочь)
- 1982 — Отверженные — Фантина, мать Козетты
- 1983 — Эдит и Марсель — Эдит Пиаф
- 1984 — Да здравствует жизнь! — Сара Гаучер
- 1985 — Уйти, вернуться — молодая Саломе Лернер
- 1986 — Мужчина и женщина: 20 лет спустя — Франсуаза
- 1989 — Хмель преображения — Кристина Хофленер
- 1990 — Разрешите вас подвезти — Эмили
- 1993 — Всё об этом — Мэрилин Грандин